# Långtjärnen (Sorsele socken, Lappland, 724374-161014)
Långtjärnen är en sjö i Sorsele kommun i Lappland och ingår i Umeälvens huvudavrinningsområde. Sjön har en area på 0,114 kvadratkilometer och ligger 321,9 meter över havet. Långtjärnen ligger i Vindelälven Natura 2000-område.

## Delavrinningsområde
Långtjärnen ingår i det delavrinningsområde (724573-160958) som SMHI kallar för Utloppet av Stenträsken. Medelhöjden är 384 meter över havet och ytan är 26,16 kvadratkilometer. Det finns ett avrinningsområde uppströms, och räknas det in blir den ackumulerade arean 45,24 kvadratkilometer. Krutbergsbäcken som avvattnar avrinningsområdet har biflödesordning 3, vilket innebär att vattnet flödar genom totalt 3 vattendrag innan det når havet efter 257 kilometer. Avrinningsområdet består mestadels av skog (90 procent). Avrinningsområdet har 1,14 kvadratkilometer vattenytor vilket ger det en sjöprocent på 4,4 procent.